# Ray Ho
Rai Ho (Chunghua, 13 febbraio 2000) è un tennista taiwanese.
Specialista del doppio, ha vinto diversi tornei dell'ATP Challenger Tour e ha raggiunto l'81º posto del ranking ATP nell'agosto 2025. Ha esordito nella squadra di Taipei cinese di Coppa Davis nel 2022. Ha disputato e perso il suo primo incontro nelle prove del Grande Slam al torneo di Wimbledon 2025.

## Carriera
Gioca nei tornei dell'ITF Junior Circuit tra il 2013 e il 2018 e vince solo tornei minori, tre in singolare e cinque in doppio. I migliori risultati nei tornei di Grade A sono i quarti di finale raggiunti in singolare all'Orange Bowl nel 2016 e la finale persa in doppio all'Open di Francia 2018. Il suo miglior ranking mondiale tra gli juniores è il 18º posto del giugno 2018.
Muove i primi passi tra i professionisti nella seconda metà del 2018 in alcuni tornei del circuito ITF e in un torneo dell'ATP Challenger Tour. Si dimostra più competitivo in doppio fin dagli inizi, non vince mai alcun torneo di singolare mentre vince il primo titolo in doppio già nel gennaio 2019 in un torneo ITF M15 e ne vince altri due nel prosieguo della stagione. A settembre disputa la prima semifinale Challenger in un torneo taiwanese. Gioca solo alcuni tornei a inizio 2020, senza successi, e dopo la lunga pausa del tennis mondiale per la pandemia di COVID-19 rimane inattivo. Torna a giocare nel giugno 2021 e nello scorcio finale della stagione vince due tornei ITF M15 di doppio. Nel 2022 vince altri tre tornei ITF M15 e i primi due ITF M25, a settembre esordisce nella squadra di Taipei cinese di Coppa Davis vincendo il doppio nella sfida contro Hong Kong. A fine stagione entra nella top 300 del ranking mondiale.
Nel 2023 domina il circuito ITF con otto titoli (cinque M15 e tre M25) e a settembre vince il primo torneo Challenger in carriera all'International Challenger Zhangjiagang, gioca in coppia con Matthew Romios e hanno la meglio in finale su Francis Casey Alcantara / Sun Fajing con il punteggio di 6-3, 6-4. Nel finale di stagione perde le altre tre finali Challenger disputate, a settembre entra nella top 200 e a dicembre si porta alla 155ª posizione mondiale. Nell'aprile 2024 vince il Challenger 125 del Busan Open in coppia con Nam Ji-sung e il mese successivo si impongono anche al Santaizi ATP Challenger taiwanese. In quel periodo riprende a giocare tornei ITF taiwanesi e cinesi e vince un M15 a giugno; ad agosto sale alla 124ª posizione mondiale e abbandona i tornei ITF, a ottobre perde la finale in un Challenger cinese.
Il 2025 è un anno di svolta per Ho, che si segnala come uno dei doppisti più vincenti del circuito Challenger. A gennaio vince con l'austriaco Neil Oberleitner i due Challenger thailandesi consecutivi di Nonthaburi II e Nonthaburi III. A marzo si aggiudica il secondo Challenger 125 in carriera al Bengaluru Open, gioca assieme a Anirudh Chandrasekar e hanno la meglio in finale su Blake Bayldon / Matthew Romios per 6-2, 6-4. Tra aprile e maggio disputa quattro finali consecutive sempre in coppia con Romios e perdono la prima al Busan Open contro Rio Noguchi / Yuta Shimizu. Le tre successive le giocano tutte contro Vasil Kirkov / Bart Stevens, vincono quelle del Gwangju Open e del Guangzhou International a Canton e perdono quella del Wuxi Open. Con il successo a Canton, Ho fa il suo ingresso nella top 100, in 93ª posizione.
Dopo la sconfitta in finale al Milano ATP Challenger, Ho fa il suo esordio nel circuito maggiore a Wimbledon in coppia con Bu Yunchaokete e vengono eliminati al primo turno. A luglio vince un altro Challenger 125 al San Marino Open in coppia con Karol Drzewiecki e vince il primo match nel circuito ATP raggiungendo i quarti a Umago. Vince il successivo Challenger 100 del Porto Open in coppia con George Goldhoff e sale all'81º posto mondiale.

## Statistiche

### Tornei Challenger

#### Singolare

##### Vittorie (10)
| N.  | Data           | Torneo                                | Superficie  | Compagno             | Avversari in finale                | Punteggio   |
| 1.  | Settembre 2023 | International Challenger Zhangjiagang | Cemento     | Matthew Romios       | Francis Casey Alcantara Sun Fajing | 6-3, 6-4    |
| 2.  | Aprile 2024    | Busan Open, Busan                     | Cemento     | Nam Ji-sung          | Chung Yun-seong Hsu Yu-hsiou       | 6-2, 6-4    |
| 3.  | Maggio 2024    | Santaizi ATP Challenger, Taipei       | Cemento     | Nam Ji-sung          | Toshihide Matsui Kaito Uesugi      | 6-2, 6-2    |
| 4.  | Gennaio 2025   | Nonthaburi Challenger II, Nonthaburi  | Cemento     | Neil Oberleitner     | Daniel Cukierman Joshua Paris      | 6-4, 7-6(5) |
| 5.  | Gennaio 2025   | Nonthaburi Challenger III, Nonthaburi | Cemento     | Neil Oberleitner     | Pruchya Isaro Wang Aoran           | 6-3, 6-4    |
| 6.  | Marzo 2025     | Bengaluru Open, Bangalore             | Cemento     | Anirudh Chandrasekar | Blake Bayldon Matthew Romios       | 6-2, 6-4    |
| 7.  | Aprile 2025    | Gwangju Open, Gwangju                 | Cemento     | Matthew Romios       | Vasil Kirkov Bart Stevens          | 6-3, 7-6(6) |
| 8.  | Maggio 2025    | Guangzhou International, Canton       | Cemento     | Matthew Romios       | Vasil Kirkov Bart Stevens          | 6-3, 6-4    |
| 9.  | Luglio 2025    | San Marino Tennis Open, San Marino    | Terra rossa | Karol Drzewiecki     | Miloš Karol Vitaliy Sachko         | 7-5, 7-6(3) |
| 10. | Agosto 2025    | Porto Open, Porto                     | Cemento     | George Goldhoff      | Nicolás Barrientos Joran Vliegen   | 6-4, 6-4    |